# Gerhard Bock
Gerhard Heinrich Ludwig Bock (* 6. März 1879 in Hannover; † 6. Mai 1945 in Berlin) war ein deutscher Sportschütze. 

## Biografie
Gerhard Bock wurde 1909 Weltmeister im Mannschaftswettbewerb mit der Freien Pistole und gewann ein Jahr später in der gleichen Disziplin WM-Bronze. Bei den Olympischen Sommerspielen 1912 in Stockholm belegte er im Wettkampf mit der Freien Pistole den 44. Platz und wurde im Mannschaftswettkampf Siebter. Zudem schrieb er mehrere Sachbücher über Waffen.